# Леман, Роберт (офицер СС)
Роберт Леман (нем. Robert Lehmann; 14 сентября 1910, Аубельн, Австрийская Силезия, Австро-Венгрия — 24 декабря 1973, Бад-Киссинген, ФРГ) — гауптштурмфюрер СС и заместитель командира айнзацгруппы H.

## Биография
Роберт Леман родился 14 сентября 1910 года в семье архитектора. В Аубельне посещал народную школу и реальное училище. В 1929 году сдал экзамены на аттестат зрелости и поступил в немецкую высшую техническую школу в Праге на химический факультет. Весной 1934 года сдал экзамен по специальности учитель гимназии и в октябре 1934 года получил степень доктора естественных наук. С июня 1934 по июль 1936 года проходил военную службу в чехословацкой армии. После окончания службы женился и стал учителем в государственной школе для городского населения.
В апреле 1937 года переехал в Германию. Леман служил в секции СД в Бреслау, а после получения гражданства в январе 1938 года в звании обершарфюрера был принят в ряды СС. В том же году подал заявку на вступление в НСДАП, поскольку ещё в 1932 году вступил в Опаве в чехословацкую националистическую партию DNSAP и во время учёбы вступил в национал-социалистический союз студентов Германии. В 1943 году был награждён крест «За военные заслуги» 2-го класса с мечами.
С 1942 года служил в отделе I B (образование и воспитание) в Главном управлении имперской безопасности (РСХА) и в офицерской школе полиции безопасности в Шарлоттенбурге. В середине сентября 1944 года был отправлен в Словакию, где стал заместителем командира айнзацгруппы H Йозефа Витиска. В  декабре 1944 года был начальником команды специального назначения № 29. В сентябре 1944 года подписал отчет о «крупной еврейской акции», в ходе которой 1600 евреев были арестованы с помощью Глинковой гвардии и депортированы в концлагерь Освенцим.
После окончания войны находился в ФРГ. Леман жил в Оснабрюке и был владельцем химической фабрики. Умер в 1983 году в Бад-Киссингене.